# Salome av Berg
Salome av Berg-Schelklingen, född 1093/1101, död 1144, var en hertiginna av Polen, gift med hertig Boleslav III av Polen. 
Salome arbetade aktivt för sina söners räkning, och ville förhindra att Polen odelat ärvdes av makens son i första äktenskapet. Då Boleslav dog 1138 delade han landet mellan sina söner och tillerkände Salome egna förläningar på livstid, något som aldrig tidigare hade hänt änkan efter en polsk regent. Salome stödde sina söner mot sin styvson, och då hon 1144 delade upp sin förläning på sina söner utbröt en öppen konflikt med styvsonen.   